# Dmitri Petrovitch Lvov
Pour les autres membres de la famille, voir Famille Lvov.
Prince Dmitri Petrovitch Lvov (en alphabet cyrillique : Князь Дмитрий Петрович Львов ; décédé en 1660) est un membre de la branche aînée de la famille princière Lvov. C'est un homme d'État et diplomate russe.

## Famille
Fils du prince Piotr Mikhaïlovitch Lvov, hormis Dmitri Petrovitch, le prince Lvov eut quatre fils : Alexeï Petrovitch Lvov, Vassili Petrovitch, Semion Petrovitch et Ivan Petrovitch Lvov. En outre, Dmitri Petrovitch fut le neveu du prince Alexeï Mikhaïlovitch Lvov.

## Biographie
Le prince Dmitri Petrovitch Lvov eut pour ascendant le comte Fiodor Rostislavitch Noir † 1300) lui-même descendant des Riouriks.
En 1623, le prince Lvov fut titré intendant (Stolniki / стольники). De 1628 à 1630, il occupa la fonction de voïevode de Rylsk. De 1630 à 1633, il gouverna la voïevoda de Veliki Oustioug. En 1635, il fut le commandant de Riazan. En 1638, il gouverna la région de Iablonov. En 1641, gouverneur régimentaire de la région militaire de Mtsensk. En 1645, il fut nommé voïevode de Tchekaline (Gorod). Au cours de ces années, il fut élevé au titre de courtisan) (Okolnitchi / Окольничий) (1645).
Entre 1646 et 1648, il occupa plusieurs postes de gouverneur : Belgorod, Livny et Valouïki.
Au cours de sa carrière, le prince Lvov prit une part active dans différentes négociations diplomatiques, en 1639, le tsar lui confia la mission d'accueillir l'ambassadeur de Perse. En janvier 1642, en raison de l'impossibilité pour la Russie de soutenir une nouvelle guerre contre l'Empire ottoman, Dmitri Petrovitch fut convié à assister au sobor présidé par Michel Ier de Russie, au cours de ce conseil, le tsar prit la décision de rendre Azov aux Turcs.
En 1655, le tsar lui accorda le titre de boyard (Боярин / boïarin). En 1656, il fut nommé voïevode de Mourom puis en 1658, il occupa les fonctions de voïevode d'Astrakhan.
En janvier 1639, après le décès du prince Vassili Mikhaïlovitch de Russie (1633-1639) / (fils de Michel Ier de Russie et de Ievdokïa Loukianovna Strechniova), le prince Lvov dirigea le transfert de la dépouille du défunt prince du palais du tsar à la cathédrale de l'Archange-Saint-Michel de Moscou. De janvier à février de la même année, Dmitri Petrovitch veilla sur la sépulture du prince de Russie. En avril de la même année, il veilla également sur la tombe du prince Vasili Mikhaïlovitch de Russie (1639-1639 / (fils de Michel Ier de Russie et de Ievdokïa Loukianovna Strechniova).